# 湖州 (浙江省)
湖州（こしゅう）は、中国にかつて存在した州。隋代から南宋にかけて、現在の浙江省湖州市一帯に設置された。

## 概要
602年（仁寿2年）、隋により蘇州烏程県に湖州が置かれた。605年（大業元年）に廃止され、管轄県は呉州に併合された。607年（大業3年）、郡制施行に伴い呉州は呉郡と改称された。
621年（武徳4年）、唐が李子通を平定すると、呉郡烏程県に湖州が置かれた。742年（天宝元年）、湖州は呉興郡と改称された。758年（乾元元年）、呉興郡は湖州の称にもどされた。湖州は江南東道に属し、烏程・安吉・長城・徳清・武康の5県を管轄した。
1034年（景祐元年）、北宋により湖州に昭慶軍が置かれた。湖州は両浙路に属し、烏程・帰安・安吉・長興・徳清・武康の6県を管轄した。1225年（宝慶元年）、南宋により湖州は安吉州と改称された。
1276年（至元13年）、元により安吉州は湖州路総管府と改められた。湖州路は江浙等処行中書省に属し、録事司と烏程・帰安・安吉・徳清・武康の5県と長興州を管轄した。1366年、朱元璋により湖州路は湖州府と改められた。
明のとき、湖州府は浙江省に属し、直属の烏程・帰安・長興・徳清・武康の5県と安吉州の孝豊県、合わせて1州6県を管轄した。
清のとき、湖州府は浙江省に属し、烏程・帰安・長興・徳清・武康・安吉・孝豊の7県を管轄した。
1913年、中華民国により湖州府は廃止された。